# Parque fluvial del Besós
El parque fluvial del Besós es un espacio gestionado por el Área de Espacios Naturales y Infraestructura Verde y forma parte de la Red de Parques Naturales protegidos, promovidos y gestionados por la Diputación de Barcelona. Está ubicado a o largo de los últimos 9 km del río Besós, desde la confluencia con el río Ripoll hasta la desembocadura en el mar Mediterráneo. Con una superficie total de 115 hectáreas, se trata de uno de los espacios verdes más importantes del Ámbito metropolitano de Barcelona y forma parte del continuo urbano de las ciudades de Barcelona, Santa Coloma de Gramanet, San Adrián de Besós y Moncada y Reixach. 
La Diputación de Barcelona gestiona desde el año 2000 el Parque Fluvial del Besòs a partir de un convenio de gestión con los ayuntamientos de Barcelona, Moncada y Reixach, San Adrián de Besós y Santa Coloma de Gramenet, y el Consorcio para la Defensa de la Cuenca del río Besòs. El Parque se creó mediante la ejecución del proyecto de recuperación medioambiental del tramo final del río Besós.

## La zona de uso público
Los 5 km de la zona de uso público discurren dentro el cauce del río Besós, desde el puente de la B-20 (margen derecho) o desde Can Zam Norte (margen izquierdo) en el término municipal de Santa Coloma de Gramenet hasta el puente del ferrocarril en San Adrián del Besós. En el viario asfaltado se puede pasear a pie y en bicicleta. En el margen izquierdo, la anchura permite disponer de carril bici señalizado. En el curso hídrico se encuentran once presas hinchables que regulan el nivel de la lámina de agua.

## Las zonas húmedas

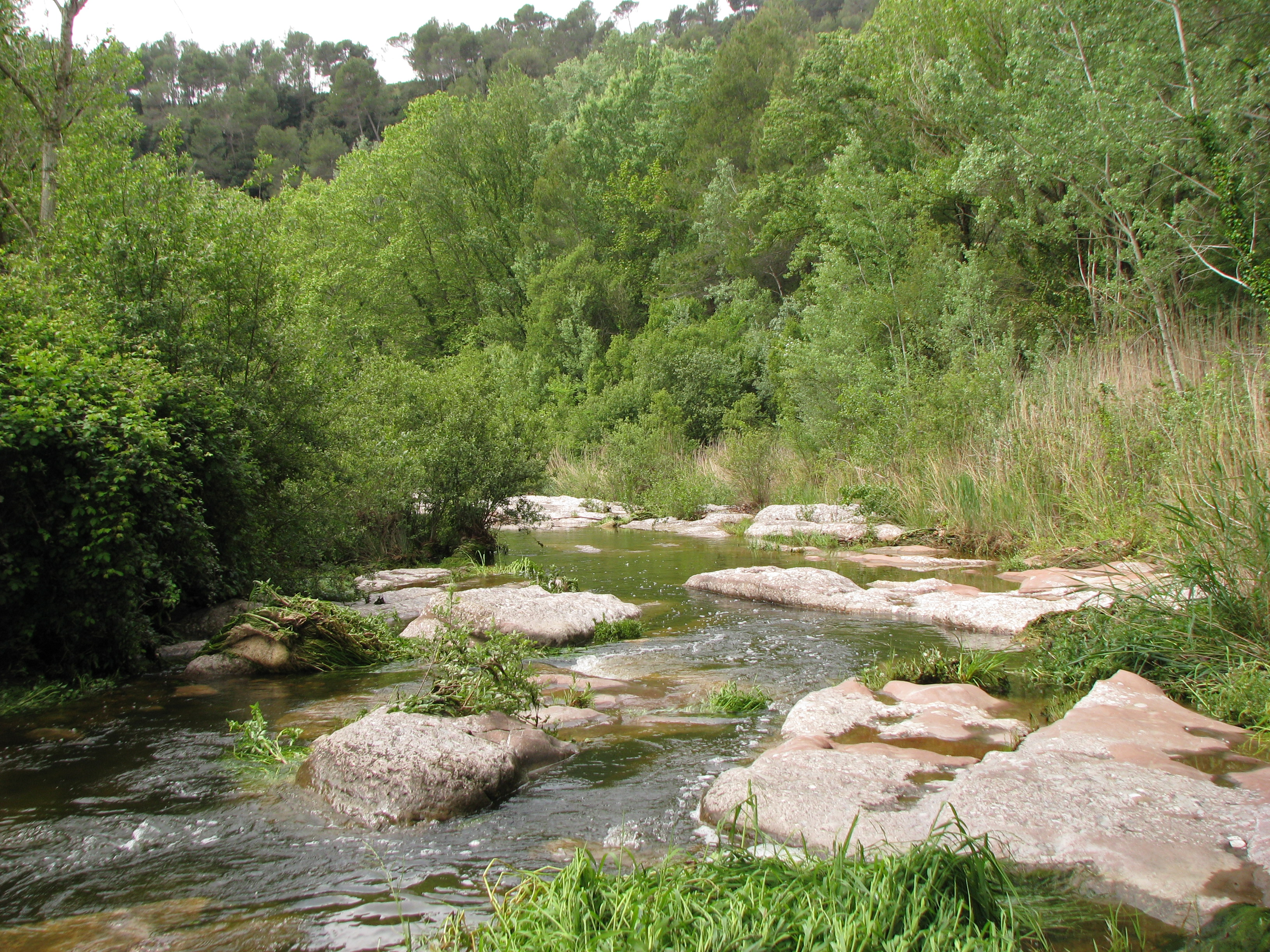
Río Ripoll

Las zonas húmedas se localizan en el norte del Parque Fluvial del Besòs dentro del cauce del río y comprenden, desde la confluencia del río Ripoll con el río Besós en el municipio de Moncada y Reixach, hasta el puente de la B-20 en Santa Coloma de Gramenet en el margen derecho y hasta Can Zam Norte en el margen izquierdo en el mismo municipio. Este espacio de 3,8 km está restringido al público y se caracteriza por contener 60 parcelas (ocho hectáreas) de humedales construidos (wetlands) que realizan el tratamiento terciario de un 30% del emanante de la depuradora de aguas residuales de Moncada.

## La desembocadura
Los últimos 450 m del río Besós antes de llegar al mar Mediterráneo conforman la desembocadura. Se trata de una zona restringida al público donde se h priorizado su función ambiental y, por lo tanto, no está dotada de Sistema de Alerta Hidrológica.

## Paisaje
La recuperación ambiental y la mejora progresiva de la calidad del agua del río Besós ofrecen a los visitantes un espacio verde de grandes dimensiones que forma parte del continuo urbano del área metropolitana de Barcelona.

## Vegetación
Cada zona del parque tiene una vegetación diferente. La zona de uso público consta de 22 hectáreas de césped, y el margen derecho de esta zona del parque cuenta también con una zona más reducida de prado fluvial. El carrizo es la especie plantada en las ocho hectáreas de pantanales construidos. La desembocadura presenta retales de vegetación adaptada a una salinidad elevada como tamarisco y orgaza, vegetación ligada al agua y una mota con plantas mediterráneas.

## Fauna

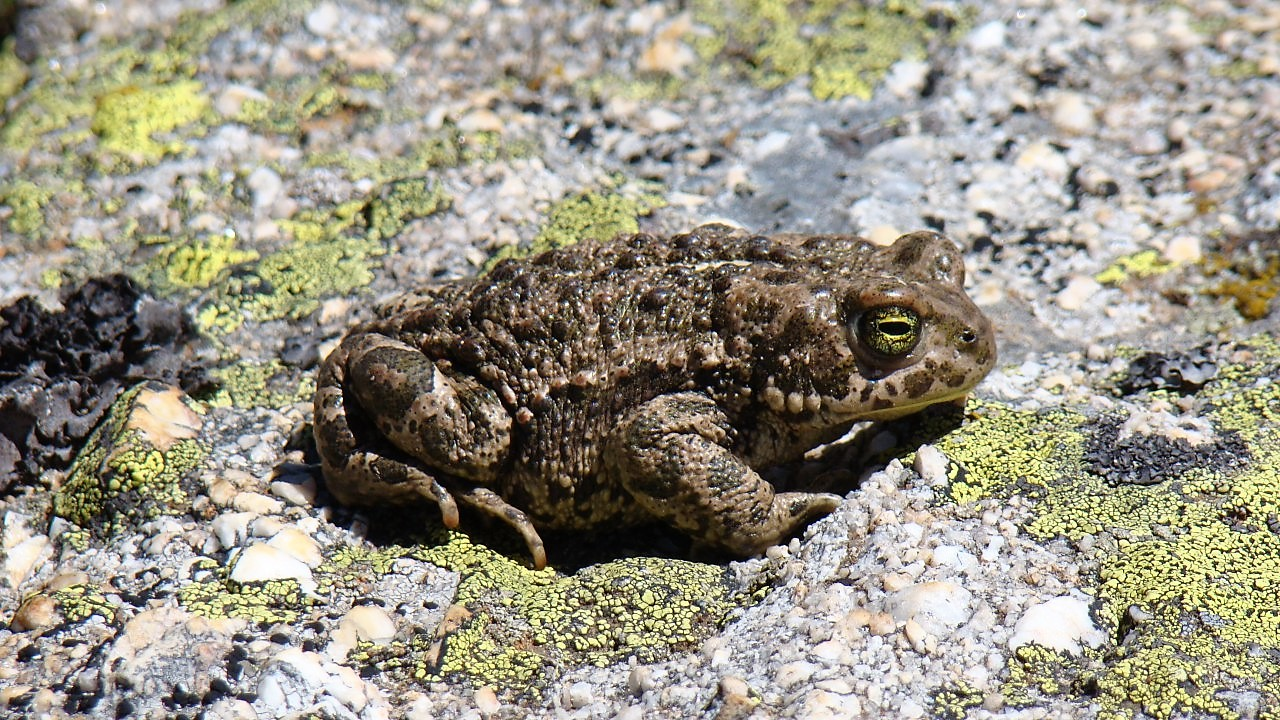
Sapo Corredor

La recuperación medioambiental ha permitido la creación de nuevos hábitats de interés para la fauna. Esta mejora y la ubicación del espacio en el tramo final del río ha hecho que se detectaran más de 200 especies de pájaros diferentes. Los peces de más interés son la anguila y el cacho o bagre. También hay que destacar a otros vertebrados como la ranita de San Antonio, el sapo corredor y la tortuga de riachuelo.

## Itinerarios

### Itinerarios de las Zonas húmedas
En Moncada y Reixach, un itinerario circular conectado con la Casa de las Aguas permite observar los valores de esta zona. El río se puede cruzar por la pasarela de peatones o por el puente de Moncada. En Santa Coloma de Gramenet el carril bici de la zona de uso público tiene continuidad con el carril bici exterior al parque que sigue las zonas húmedas por el margen izquierdo del río.

### Itinerario de la Desembocadura
En San Adrián de Besós, un itinerario permite observar esta zona desde sus miradores: el Parque del Litoral, el Parque de la Paz y el puente de Maristany.

## Galería

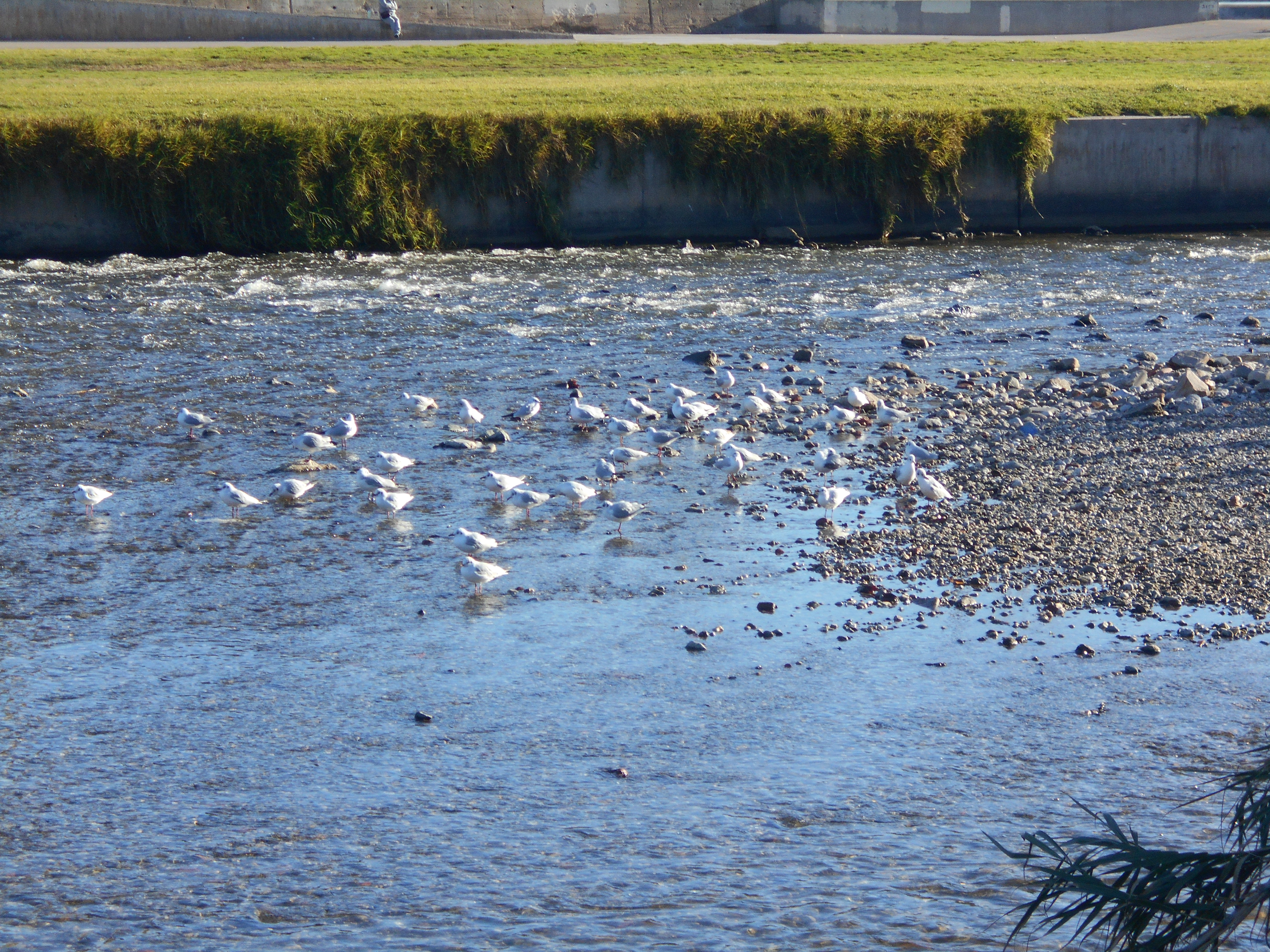
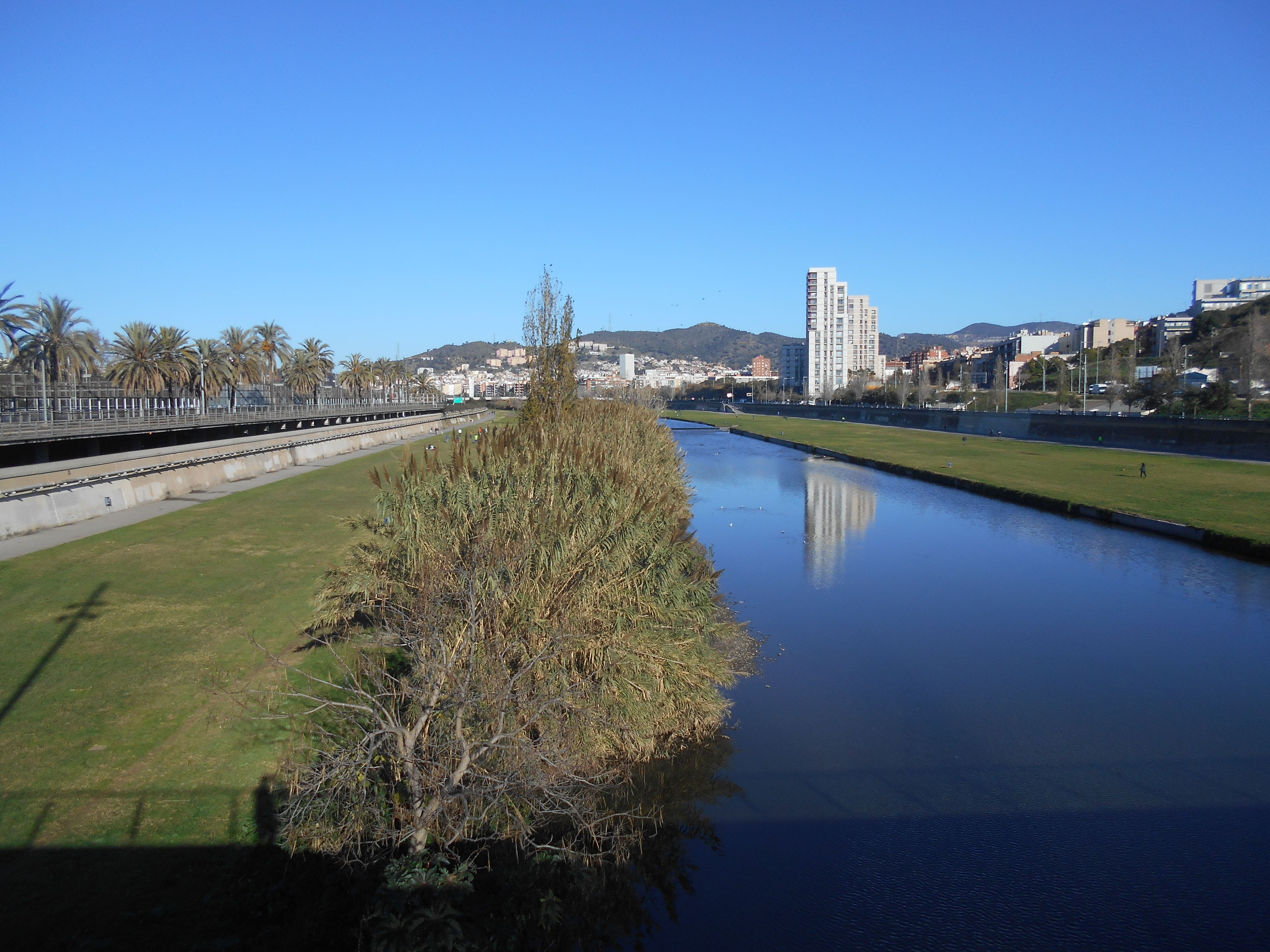
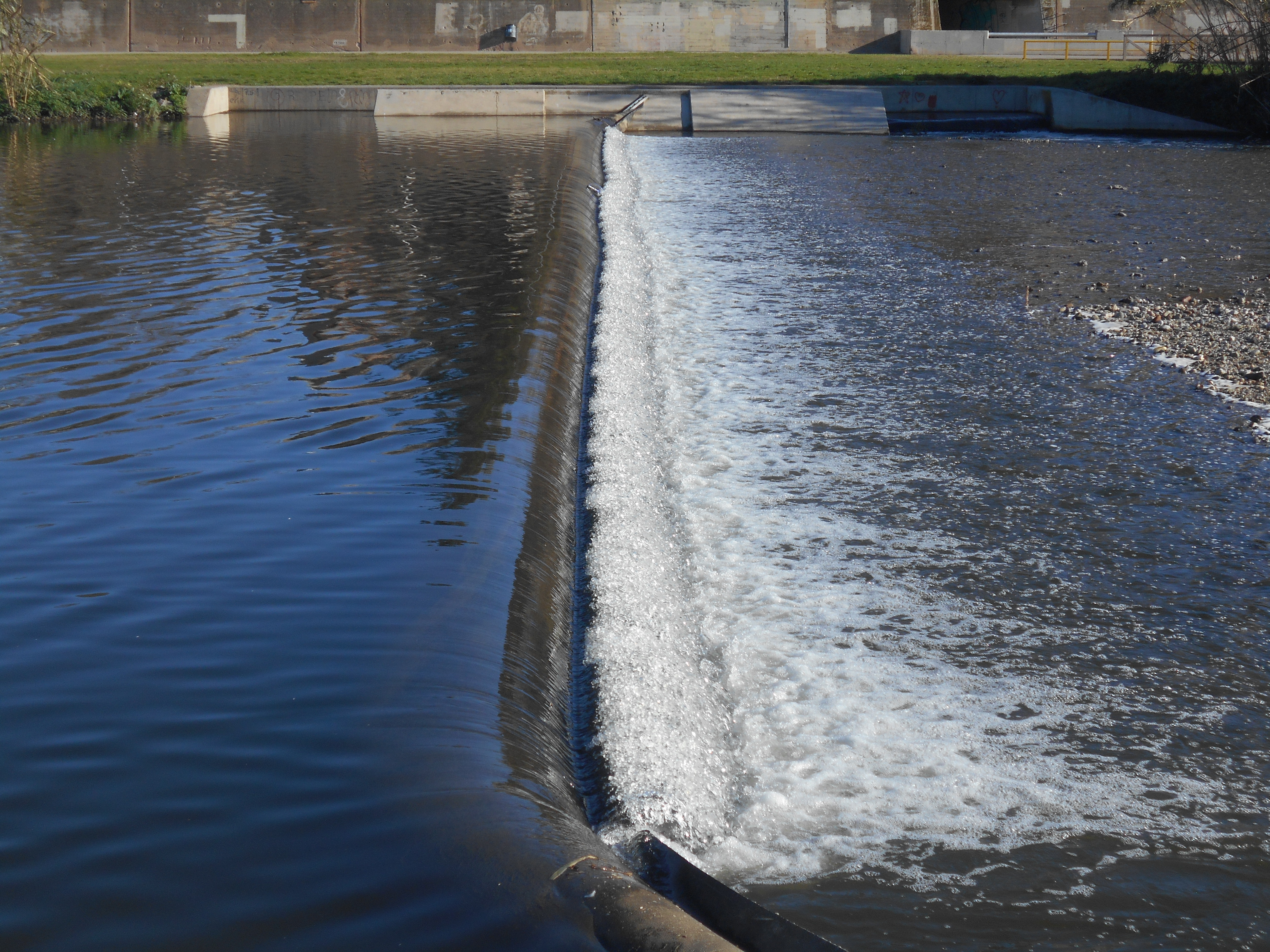
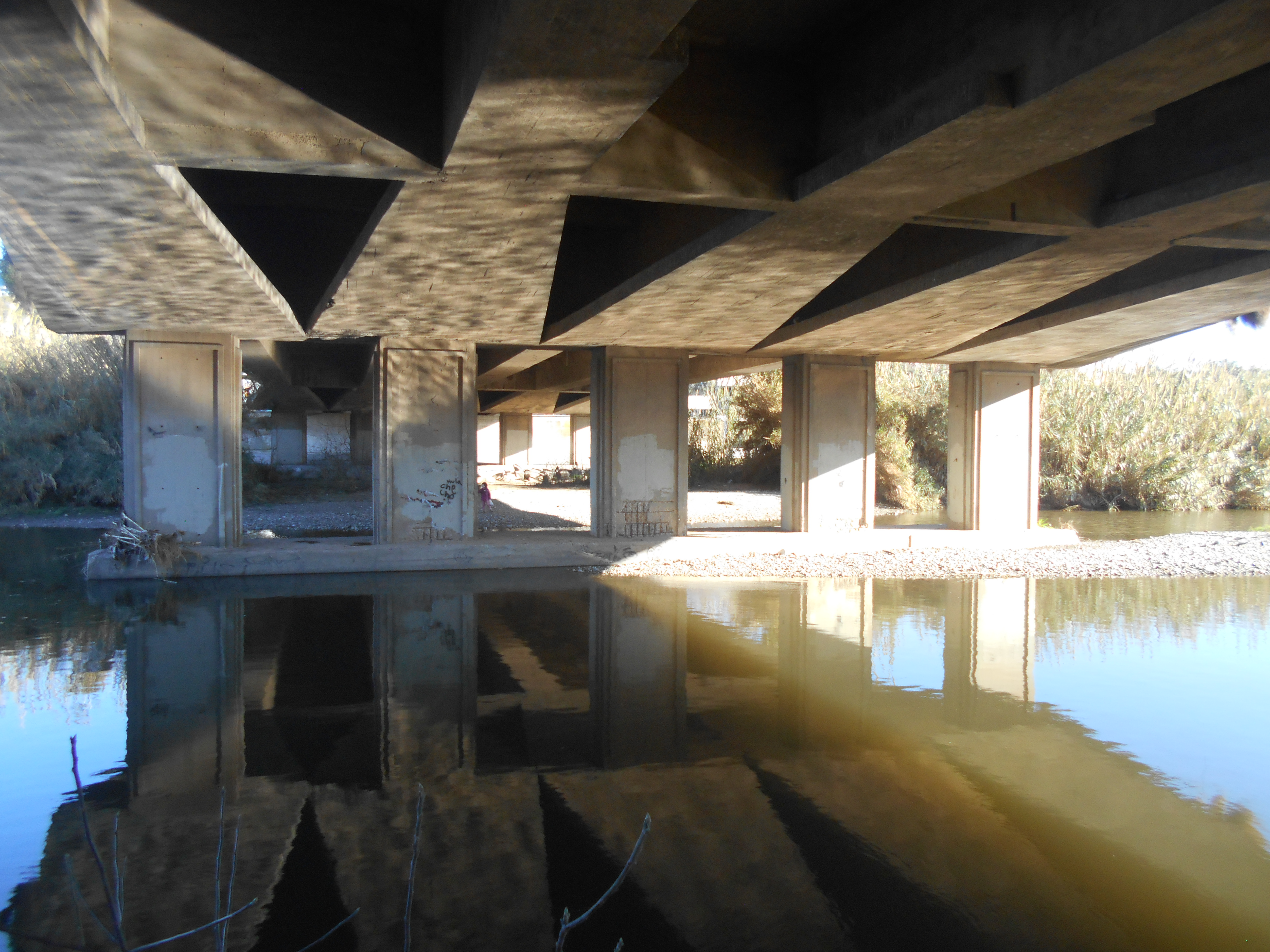
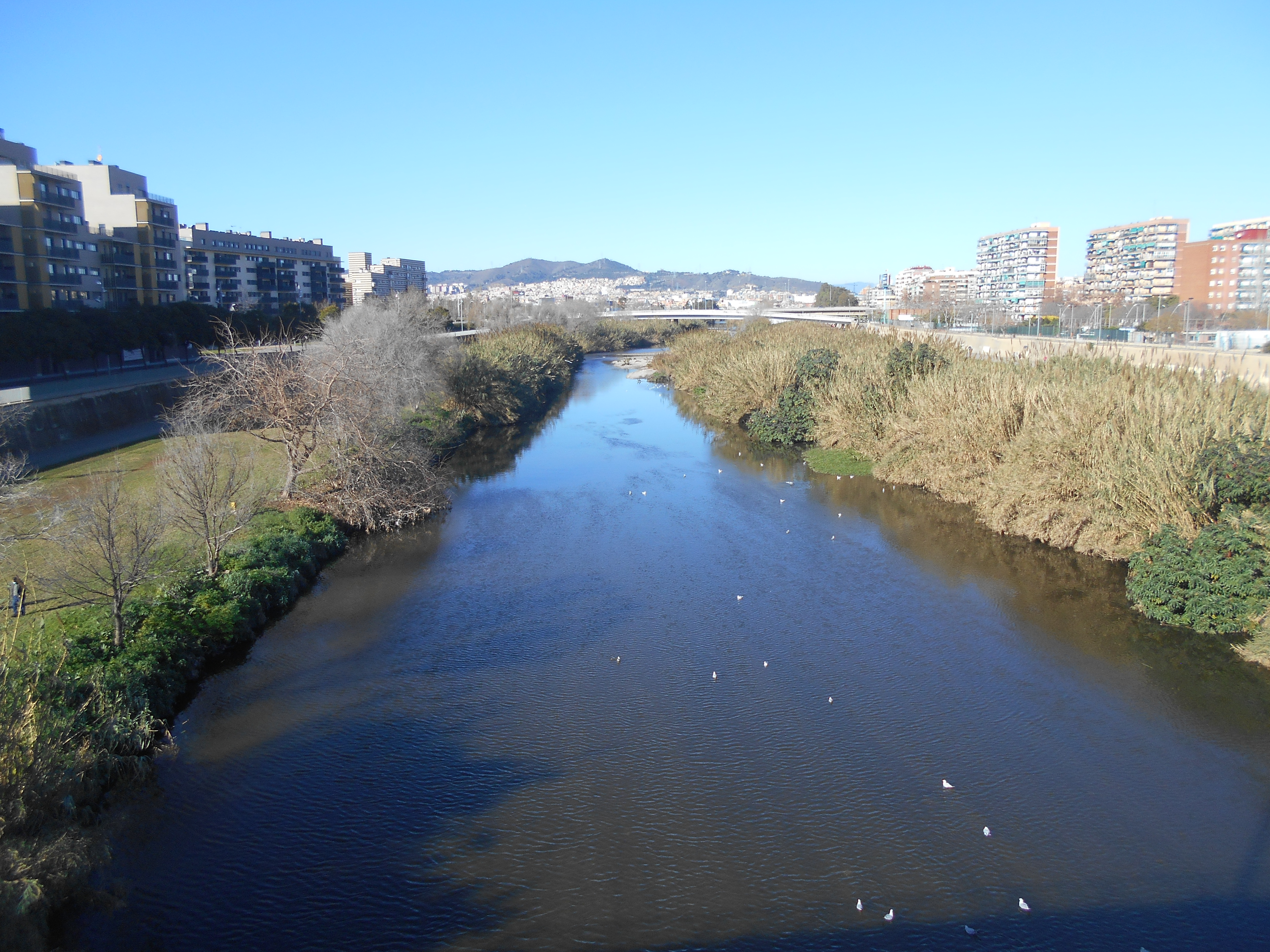
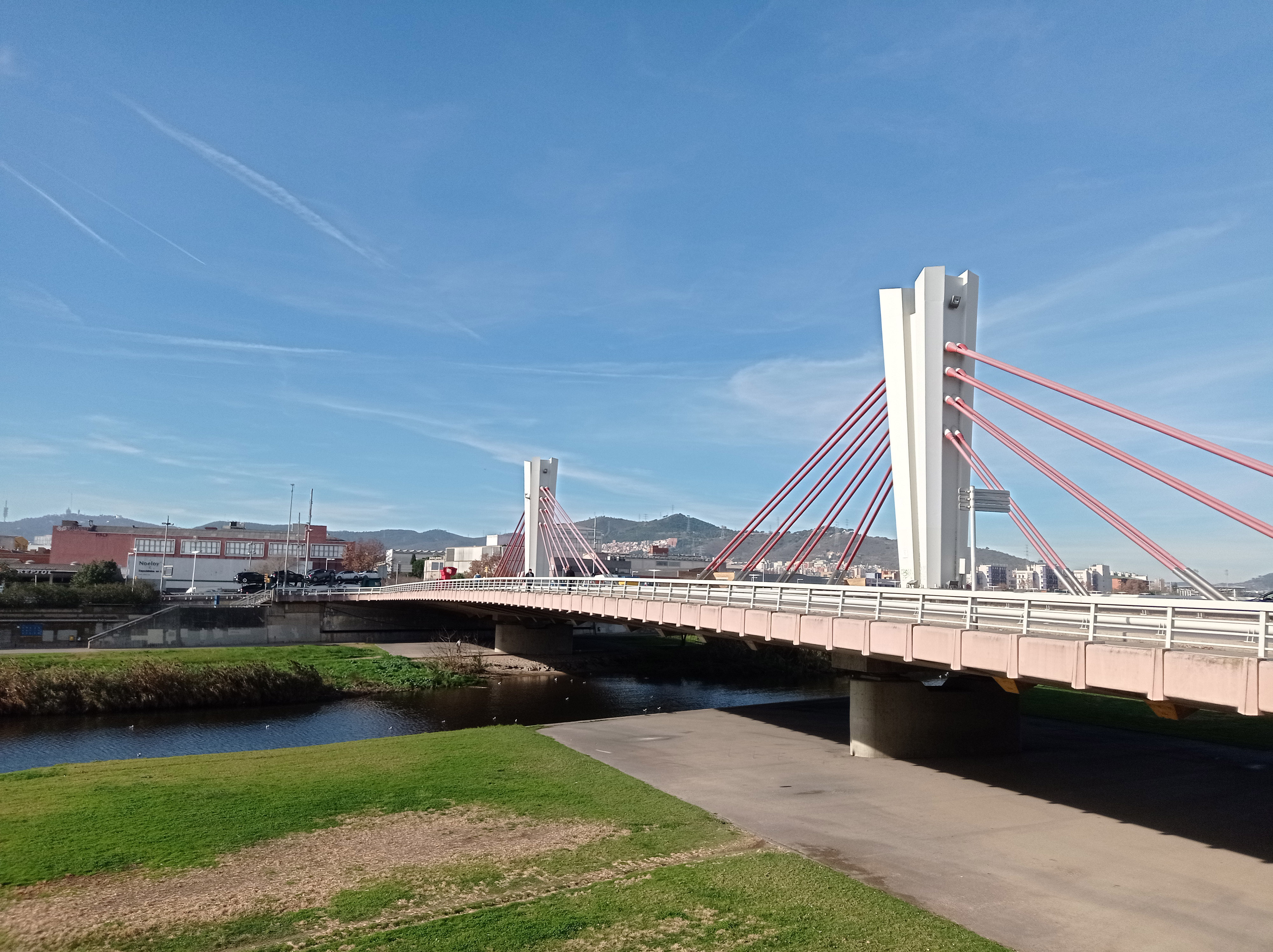